# Martin Frisch
Martin Frisch (22 de novembro de 1899 – 16 de junho de 1959) foi um engenheiro mecânico e inventor húngaro/estadunidense, diretor da Foster Wheeler Corporation em Nova Iorque. É conhecido por suas contribuições  para o desenvolvimento de práticas modernas em pulverização de combustível e geração de vapor, recipiente da Medalha ASME de 1958.

## Publicações selecionadas
- Frisch, Martin. "Pulverized-fuel-burning furnace." U.S. Patent No. 1,734,669. 5 Nov. 1929.
- Eric, Lundgren, and Frisch Martin. "Finely divided fuel burning furnace." U.S. Patent No. 1,866,404. 5 Jul. 1932.
- Frisch, Martin. "Pulverizing apparatus." U.S. Patent No. 1,898,086. 21 Feb. 1933.
- Frisch, Martin. "Burner." U.S. Patent No. 1,950,980. 13 Mar. 1934.
- Frisch, Martin. "Heater." U.S. Patent No. 2,305,611. 22 Dec. 1942.
- Frisch, Martin, "Method and apparatus for Method and apparatus for temperature regulation," Patent US2319223, 1943.
- Frisch, Martin, "Vapor generator," U.S. Patent No. 2,405,573. 13 Aug. 1946.